# Lancer du disque masculin aux championnats du monde d'athlétisme 1995
Navigation
Stuttgart 1993 Athènes 1997
L'épreuve du lancer du disque masculin des championnats du monde d'athlétisme 1995 s'est déroulée les 9 et 11 août 1995 à l'Ullevi Stadion de Göteborg, en Suède. Elle est remportée par l'Allemand Lars Riedel.

## Résultats

### Finale
| Rang               | Athlète               | Pays        | Essais | Essais | Essais | Essais | Essais | Essais | Marque  | Notes |
| Rang               | Athlète               | Pays        | 1      | 2      | 3      | 4      | 5      | 6      | Marque  | Notes |
| ------------------ | --------------------- | ----------- | ------ | ------ | ------ | ------ | ------ | ------ | ------- | ----- |
| Médaille d'or      | Lars Riedel           | Allemagne   | 65.32  | 68.76  | 66.44  | 67.90  | 66.84  | 61.06  | 68,76 m | CR    |
| Médaille d'argent  | Vladimir Dubrovshchik | Biélorussie | 63.98  | 61.68  | x      | 65.36  | 62.50  | 65.98  | 65,98 m |       |
| Médaille de bronze | Vasiliy Kaptyukh      | Biélorussie | 62.74  | 65.02  | 65.54  | 65.30  | 65.88  | 62.38  | 65,88 m |       |
| 4                  | Attila Horváth        | Hongrie     | 61.30  | 64.68  | 64.24  | 65.72  | 63.02  | 63.92  | 65,72 m |       |
| 5                  | Jürgen Schult         | Allemagne   | 63.08  | x      | 63.22  | 61.34  | 64.44  | x      | 64,44 m |       |
| 6                  | Adewale Olukoju       | Nigeria     | 61.20  | 62.34  | 63.66  | 63.02  | 61.14  | 62.82  | 63,66 m |       |
| 7                  | Alexis Elizalde       | Cuba        | 63.28  | 61.18  | 62.34  | x      | 60.92  | 61.56  | 63,28 m |       |
| 8                  | Dmitri Chevtchenko    | Russie      | x      | x      | 63.18  | x      | x      | x      | 63,18 m |       |
| 9                  | Robert Weir           | Royaume-Uni |        |        |        |        |        |        | 63,14 m |       |
| 10                 | John Godina           | États-Unis  |        |        |        |        |        |        | 60,84 m |       |
| 11                 | Mike Buncic           | États-Unis  |        |        |        |        |        |        | 60,24 m |       |
| 12                 | Stefan Fernholm       | Suède       |        |        |        |        |        |        | 59,52 m |       |

## Légende
Records et Performances
- AR : Record continental (area record)
- CR : Record des championnats (championship record)
- MR : Record du meeting (meet record)
- NR : Record national (national record)
- OR : Record olympique (olympic record)
- PR : Record paralympique (paralympic record)
- PB : Record personnel (personal best)
- SB : Meilleure performance personnelle de la saison (season's best)
- WL : Meilleure performance mondiale de l'année (world leader)
- WJR : Record du monde junior (world junior record)
- WR : Record du monde (world record)

Circonstances et Conditions
- DNF : N'a pas terminé (did not finish)
- DNS : N'a pas pris le départ (did not start)
- DQ : Disqualification (disqualification)
- NM : Aucun essai valable enregistré (No Mark)
- Q : Qualifié « directement » au prochain tour (ou à la prochaine compétition), lors d'une compétition majeure, grâce au classement ou à la réalisation des minima (automatic qualifier)
- q : Qualifié au prochain tour (ou à la prochaine compétition), lors d'une compétition majeure, grâce au repêchage ou à la réalisation de l'une des meilleures performances parmi celles des « non qualifiés directement » (grâce au meilleur temps ou à la meilleure distance par exemple) (secondary qualifier)